# Ken Hubbs
Pour les articles homonymes, voir Hubbs.
Ken Hubbs, né le 23 décembre 1941 et décédé le 13 février 1964, était un joueur de baseball américain. 
Il évolua au deuxième but pour les Cubs de Chicago de 1962 à 1964.
Il est nommé la recrue de l'année de la Ligue nationale en 1962,,.